# Clouseau
Pour les articles homonymes, voir Clouseau (homonymie).
Pour l’article ayant un titre homophone, voir Clouzot.
Clouseau est un groupe belge de pop de langue néerlandaise, formé en 1984 autour du chanteur Koen Wauters.
Le groupe a connu plusieurs grands succès en Belgique et aux Pays-Bas dont : Daar gaat ze (numéro 1 en Flandre et numéro 2 aux Pays-Bas en 1990), Anne, (numéro 1 en Flandre) et Passie (numéro 1 aux Pays-Bas en 1995).

## Origines
Kris et Koen Wauters Wauters sont deux frères d'une famille de six enfants, nés respectivement en 1964 et 1967. Ils grandissent à Rhode-Saint-Genèse, dans une famille écoutant souvent de la musique et chantant régulièrement.
Le nom du groupe vient du personnage de l'inspecteur Clouseau, dont Bob Savenberg aimait imiter l'accent franco-anglais lorsqu'il travaillait pour une station radio locale au sud de Bruxelles ; c'était aussi le pseudonyme pris par Bob Savenberg en radio. En effet, s'agissant d'une radio pirate, l'anonymat était nécessaire. Lorsque, avec Geert Hanssens, il forma son premier groupe, Clouseau & Vrienden (Clouseau & Amis), le nom vint tout naturellement. Très vite, le nom du groupe devint simplement Clouseau.

## Historique
Le 16 décembre 1984, le conseil communal de Rhode-Saint-Genèse propose aux deux frères de participer à des concerts qui ont lieu les premiers dimanches du mois. Ils y participent avec leurs groupes d'amis. L'un d'eux est Bob Stavenberg, surnommé "Clouseau". Le groupe ne donne cependant que trois ou quatre concerts par an, et certains membres n'y participent qu'épisodiquement.
Le groupe Clouseau & Vrienden réussit à participer au Marktrock (nl) de Louvain en 1987, mais sans toucher d'argent. Kris pense qu'il vaut mieux enregistrer un single promotionnel, mais se heurte au refus de toutes les maisons de disque. Leur premier single, Brandweer, est donc produit sous leur propre label, et est un échec : il ne se vend qu'à 427 exemplaires,.  Un autre single, Ze zit (acher me aan), ne se vend pas non plus, mais connaît une certaine diffusion à la radio.
En 1988 sort Alleen met jou, une traduction de With a woman like you de Gordon Campbell, qui obtient la première place du hit-parade en juin 1988. Mary-Lou, écrit par Kris, arrive dans le top 10 à la fin de la même année.
Après ces premiers succès, le groupe de rapproche d'Ingeborg et Phil Graveyard pour participer au Baccarabeker, un concours destiné à repérer les jeunes talents. Il chante notamment Verlangen avec Stef Bos, single qui se classe à la sixième place en octobre 1988. Clouseau remporte le concours, et est remarqué par un membre du jury, Mike Verdrengh, qui leur propose peu après de participer à Eurosong 1989, c'est-à-dire les qualifications pour le concours Eurovision de la chanson. Avec la chanson Anne, Clouseau finit deuxième, mais remporte un grand succès auprès du public flamand, et se vend à environ 60 000 exemplaires. La popularité de Clouseau connaît alors une ascension fulgurante, marquant la naissance de la « pop flamande », inconnue jusque là. Le 8 octobre 1989, le groupe sort son premier album, Hoezo?, qui s'écoule à un demi-million d'exemplaires en Flandre et aux Pays-Bas. La piste Daar gaat ze obtient un succès bien supérieur à celui de Anne.
Sous la pression de Hans Kusters, le groupe travaille sur un nouvel album, Of zo.... Heel alleen est le seul single de l'album à sortir en amont, et atteint la première place du hit-parade flamand le 16 septembre 1990. L'album est enregistré en seulement trois semaines, et le groupe continue de se produire sur scène en parallèle . Des divergences ne tardent pas à apparaître et Tjen Berghmans quitte le groupe. Of zo... sort en décembre 1990, et est un grand succès.
En mars 1991, Karel Theys quitta le groupe : Clouseau continue alors avec seulement trois membres. La BRT choisit Clouseau pour représenter la Belgique au Concours Eurovision de la chanson 1991, et sélectionne la chanson qui sera proposée lors d'un concours interne appelé Euro-Clouseau. Geef het op est choisie, et vaut à la Belgique de finir à la 16e place du Concours Eurovision de la chanson avec 23 points. Ce n'est pas un bon résultat, mais cela permet de faire connaître le groupe en Europe. Clouseau sort le 23 septembre 1991 l'album Close Encounters entièrement en anglais, qui est un succès en Allemagne, où il atteint le top 20 et 60 000 CD sont vendus, mais n'est pas la percée attendue en Europe, où 200 000 albums sont écoulés au total.
En mai 1992 suit un autre album, en néerlandais, Doorgaan, dont les singles remportent un certain succès en Flandre, mais que le groupe a du mal à promouvoir, car il travaille en parallèle sur Close Encounters. À partir de juin 1992, Clouseau participe avec Roxette à une tournée en Autriche, Allemagne et Suisse. Le groupe participe également au CD Elvis Belgisch, à l'occasion des vingt ans de la mort d'Elvis Presley, en enregistrant In vuur en vlam, une adaptation de Burning Love.
Devant le succès de leur premier album en anglais, le groupe part pour trois mois aux États-Unis en janvier 1993, et enregistre plusieurs singles. Le second album anglais, In every small town, est enregistré en décembre 1992 à Los Angeles.
Le 9 février 1995 sort l'album Oker. Parmi les  pistes, Laat me nu toch niet alleen sort en single, en hommage à Johan Verminnen. Pour le groupe, Oker est un tournant, dans la mesure où il met plus l'accent sur la musique et est devenu plus mature. L'album est certifié six fois platine, se vend à plus de 470 000 exemplaires en Flandre et aux Pays-Bas, et devient un des albums les plus connus du groupe. Les chansons de l'album Passie, 1 grote liefde et Zie me graag connaissent un succès important et se classent au hit-parade.
Bob Savenberg décide de quitter le groupe en février 1996, mais décide d'enregistrer un dernier single, Nobelprijs, qui sort le 9 août 1996. L'album suivant, Adrenaline, sort le 18 septembre 1996, et ses singles Dat ze de mooiste is et Kom naar jou rencontrent le succès.
En octobre 1997 sort l'album de compilation Clouseau 87-97 à l'occasion des dix ans du groupe. Il rencontre un succès important, se vendant à 100 000 exemplaires, soit une certification triple platine,.
En 1999, sort l'album In Stereo (en), puis En Dans en 2001, qui est un énorme succès contrairement aux pronostics. L'album reste onze semaine numéro 1 et est certifié double platine. Clouseau se produit deux fois au Palais des sports d'Anvers en décembre 2001, concerts suivis de la tournée En Dans en 2002 (74 concerts). En décembre 2003, Clouseau joua à nouveau au Sportpaleis devant une salle comble (14 fois, 240 000 personnes[réf. nécessaire]). Le 1er octobre 2004, sortit leur nouvel album Vanbinnen, popularisé par un album Platine lors des préventes. En décembre et janvier 2004, 14 dates de concerts sont prévues dans le Sportpaleis d'Anvers.

## Vie privée
Le 22 décembre 1998, le chanteur Koen Wauters épouse l'ex-présentatrice de journal télévisé et présentatrice sur MTV Carolyn Lilipaly ; ils divorcent en 2002.
Koen Wauters épouse Valerie De Booser le 17 juillet 2004, le couple annonce sa séparation en janvier 2020.

## Membres
- Cor Vanhaelen (jusqu'en 1988)
- Tjenne Berghmans (jusqu'en septembre 1990)
- Karel Theys (jusqu'en mars 1991)
- Bob Savenberg (jusqu'en 1996)
- Kris Wauters
- Koen Wauters

## Discographie

### Albums
| Album                  | Date de sortie    | Pays-Bas (MegaCharts) | Pays-Bas (MegaCharts) | Pays-Bas (MegaCharts) | Belgique (Ultratop) | Belgique (Ultratop) | Belgique (Ultratop)         |
| Album                  | Date de sortie    | Meilleure position    | Semaines              | Remarques             | Meilleure position  | Semaines            | Remarques                   |
| ---------------------- | ----------------- | --------------------- | --------------------- | --------------------- | ------------------- | ------------------- | --------------------------- |
| Hoezo?                 | 1990              | 2                     | 59                    |                       | -                   | -                   | -                           |
| Of zo...               | 1990              | 2                     | 34                    |                       | -                   | -                   | -                           |
| Live '91               | 1991              | 4                     | 12                    | Album live            | -                   | -                   | -                           |
| Close encounters       | 1991              | 18                    | 6                     | En anglais            | -                   | -                   | -                           |
| Doorgaan               | 1992              | 19                    | 12                    |                       | -                   | -                   | -                           |
| Het beste van Clouseau | 1993              | 45                    | 6                     | Compilation           | -                   | -                   | -                           |
| In every small town    | 1993              | 65                    | 6                     | En anglais            | -                   | -                   | -                           |
| Oker                   | 1995              | 1 (8 semaines)        | 66                    |                       | 1 (1 semaine)       | 59                  | Sextuple Platine            |
| Adrenaline             | 1996              | 8                     | 29                    |                       | 1 (6 semaines)      | 46                  | Quadruple Platine           |
| 87*97                  | 1997              | 15                    | 16                    | Compilation           | 2                   | 45                  | Double Platine              |
| In stereo              | 1999              | 28                    | 10                    |                       | 1 (7 semaines)      | 26                  | -                           |
| Ballades               | 2001              | 22                    | 10                    | Compilation           | 1 (11 semaines)     | 55                  |                             |
| Vanbinnen              | 2004              | 27                    | 11                    |                       | 1 (13 semaines)     | 47                  | Album le plus vendu de 2004 |
| Vonken & vuur          | 2007              | 36                    | 3                     |                       | 1 (8 semaines)      | 45                  | Album le plus vendu de 2007 |
| Zij aan zij            | 16 octobre 2009   | 35                    | 3                     |                       | 1 (3 semaines)      | 29                  | Double Platine              |
| Clouseau               | 22 novembre 2013  | 30                    | 2                     |                       | 1 (1 semaine)       | 80                  | Platine                     |
| Clouseau danst         | 29 février 2016   | 13                    | 4                     |                       | 1 (1 semaine)       | 64                  | Platine                     |
| Clouseau30             | 01 septembre 2017 | 8                     | 2                     |                       | 1 (1 semaine)       | 118                 | Platine                     |
| Tweesprong             | 8 novembre 2019   | 19                    | 2                     |                       | 1 (1 semaine)       | 11                  | Or                          |

### Singles
(selon les Top 40 des Pays-Bas)
- 1989 #1 Anne, paroles et musique de Geert Hanssens
- 1990 #2 Daar gaat ze (littéralement : « Là, elle va »)
- 1990 #12 Louise
- 1990 #8 Wil niet dat je weg gaat (« Je ne veux pas que tu partes »)
- 1990 #13 Heel alleen (« Très seul »)
- 1990 #10 Domino
- 1991 #28 Ik wil vannacht bij je slapen
- 1991 #17 Geef het op (« Abandonne »)
- 1991 tube Hilda
- 1992 #18 Altijd heb ik je lief (« Je t'aime toujours »)
- 1992 #26 Vanavond ga ik uit (« Ce soir, je sors »)
- 1992 tube Ben je daar vannacht? (« Es-tu là ce soir ? »)
- 1993 tube Take Me Down
- 1995 #6 Laat me nu toch niet alleen
- 1995 #1 Passie (« Passion »)
- 1995 #11 Zie me graag (« Aime me voir »)
- 1995 tube Een miljoen vlinders (« Un million de papillons »)
- 1996 #32 Samen (« Ensemble »)
- 1996 #37 Nobelprijs (« Prix Nobel »)
- 1997 tube Door de muur (« À travers le mur »)
- 1999 tube Niets meer (« Rien d'autre »)
- 1999 tube Heb ik ooit gezegd (« Ai-je jamais dit »)